# Martin Greif
Martin Greif (Spira, 18 giugno 1839 – Kufstein, 1º aprile 1911) è stato un poeta e scrittore tedesco.

## Carriera
Friedrich Hermann Frey nasce a Spira, dal padre Max Frey, che era stato Kabinettsrat di Ottone di Grecia, e della moglie Adelheid Friederike, nata Ehrmann. La famiglia si trasferì a Monaco di Baviera, dove fece la maturità. Si è unito nell'esercito bavarese e fu promosso a Offizier nel 1859. Si ritirò dall'esercito nel 1867 per occuparsi alla poesia. Le sue prime pubblicazioni, seguite da Eduard Mörike, furono delle poesie, pubblicate nel 1868 da Johann Friedrich Cotta. Nel 1869 si trasferì a Vienna, dove molte delle sue opere drammatiche, con l'aiuto del direttore del teatro Heinrich Laube, ebbero molto successo nel teatro di Vienna Burgtheater. Quando Laube lasciò la carica di direttore, Greif tornò a Monaco e scrisse dei drammi patriottici eseguiti presso il teatro Nationaltheater.

## Opere
Molte delle poesie sono contenute nelle antologia Hausbuch Deutscher Lyrik. La sua poesia Das klagende Lied era ispirata al compositore Gustav Mahler, dal quale scrisse nel 1878. Molte delle poesie di Greif sono state utili per molti compositori di rilievo, per esempio, la poesia Der zerrißne Grabkranz servì al compositore Max Reger come parte del suo Sechs Lieder op. 4. Schattenleben per Alban Berg nel 1903 e infine Hochsommernacht per Anton Webern.
Altre sue opere:
- Die Schlacht von Leipzig, München, 1863; online
- Frühlingssturmlieder, München, 1864; online
- Hans Sachs, Augsburg 1866;  online
- Gedichte, Stuttgart 1868; online
- Prinz Eugen, Kassel 1880[5]
- Agnes Bernauer, der Engel von Augsburg, Leipzig 1894.[1]
- Neue Lieder und Mären, Leipzig 1908[5]

## Bibliografia

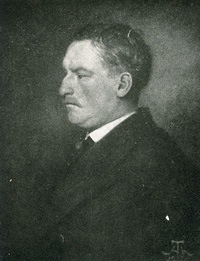
Martin Greif, dipinto da Hans Thoma